# Traité de Nystad
 Voir le traité sur Wikisource

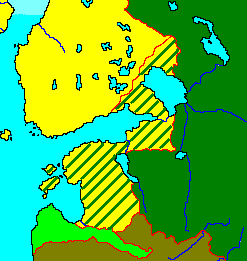
Les territoires en hachuré sont les possessions suédoises cédées à la Russie dans le cadre du traité.

Le Traité de Nystad, ou la paix de Nystad, a été signé le 30 août 1721 (10 septembre dans le calendrier grégorien) à Uusikaupunki, ville actuellement en Finlande mais appartenant à l'époque à la Suède (Nystad étant le nom suédois de la ville). Ce traité mit fin à la Grande Guerre du Nord et signa la cession du duché d'Estonie, de la Livonie et de l'Ingrie ainsi que d'une grande partie de la Carélie à la Russie. La passation de pouvoir se fit donc entre Frédéric Ier de Suède et le tsar Pierre Ier de Russie. Il marque l'avènement de la Russie comme puissance européenne et le déclin de la Suède.
Les différends avec les autres parties — le Hanovre, la Prusse et le Danemark — furent conclus par les traités de Stockholm en 1719 et 1720.
La Russie était représentée par le conseiller secret Heinrich Johann Ostermann (André en russe) et le maréchal-comte Jacob Bruce, la Suède par le comte Johan Paulinus Lillienstedt (sv) et le baron Otto Reinhold Strömfelt (sv). Le traité compte un préambule et vingt-quatre articles. La Suède perd les forteresses de Riga, Dünamünde, Pernau, Reval, Dorpat, Narva, Vyborg et Kexholm. La Russie, quant à elle, reconnaît la possession du duché de Finlande à la Suède (en dehors de la Carélie au sud du lac de Ladoga), doit verser deux millions de thalers à la Suède et lui reconnaît une franchise de droits de douane pour les céréales (de 50 000 roubles), sauf les années de mauvaise récolte, à Riga, à Reval (aujourd'hui Tallinn) et à Arensbourg.
La noblesse suédoise et germano-balte était de plus assurée de conserver ses privilèges, pouvoir de juridiction et assemblées locales.